# ニノ・ベンベヌチ
ニノ・ベンベヌチ（Nino Benvenuti、1938年4月26日 - 2025年5月20日）は、イタリアの元プロボクサー。イゾラ出身。元WBA・WBC世界ライトミドル級統一王者。元WBA・WBC世界ミドル級統一王者。世界2階級制覇王者。

## 来歴
アマチュアではイタリア選手権5連覇、欧州選手権も連覇。1960年ローマオリンピックでもウェルター級で金メダルを獲得。カシアス・クレイ（モハメド・アリ）を抑えてヴァル・バーカー・トロフィー（最優秀選手）を受賞した。
オリンピック後にプロ転向。1961年1月20日にプロデビュー。以来勝ち星を積み重ね、3年目の1963年にイタリアミドル級王座を獲得。
1965年6月18日、サンドロ・マジンギをKOで倒し、WBA・WBC世界ライトミドル級王座を獲得。マジンギの再戦を返り討ちにして初防衛。
1966年6月25日、韓国・ソウルでオリンピックで倒したことのある金基洙と対戦し、判定負けで世界王座を失うとともにデビューからの連勝も「65」で止まった。
1967年4月17日、エミール・グリフィスが持つWBA・WBCミドル級王座に挑戦し、判定勝ちで2階級制覇達成。
1967年9月29日の再戦で初防衛失敗するが、翌1968年3月4日に王座奪還。
1968年6月7日、赤坂義昭とローマでノンタイトルを戦い、2RKOで退けた。
ミドル級王座を3度防衛。世界王座に君臨していた1969年には映画「荒野の大活劇」でジュリアーノ・ジェンマとともに主演を務めた。
1970年11月7日、カルロス・モンソンに敗れ王座陥落。
1971年5月8日に再戦も王座奪還に失敗。この試合を最後に引退。
引退後はトリエステでレストランを経営する他、テレビ番組の司会者としても活躍。1995年よりボランティアにも精を出している。
1996年、国際ボクシング名誉の殿堂博物館に顕彰された。
2025年5月20日に死去。87歳没。

## 戦績
- アマチュア：120勝1敗
- プロ：90戦82勝（35KO）7敗1分け

## 獲得タイトル
- WBA世界ライトミドル級王座
- WBC世界ライトミドル級王座
- WBA世界ミドル級王座
- WBC世界ミドル級王座